# آهنگ تحویل هوای پاک
آهنگ تحویل هوای پاک یا سی‌اَی‌دی‌آر (مخفف انگلیسی: CADR) نامیده می‌شود، شاخصی بر حسب فوت مکعب در دقیقه است که میزان هوای خروجی که همه ذرات آلاینده مورد نظر از آن گرفته شده باشد را نشان می دهد. این شاخص توسط انجمن تولیدکنندگان لوازم خانگی ایالات متحده (AHAM) طراحی شده است. شاخص آهنگ تحویل هوای پاک به مشتریان کمک می‌کند بتوانند میزان اثربخشی دستگاه تصفیه هوا را مورد ارزیابی قرار دهند. تولیدکنندگان دستگاه تصفیه هوا می‌توانند به صورت داوطلبانه برای دریافت تائیدیه CADR اقدام کنند. در یک اتاق با حجم ۱۰۰۸ فوت مربع (ابعاد ۱۱ در ۱۱ در ۸ یارد) عملکرد دستگاه بررسی می‌شود. مقداری دود و گردوغبار وارد فضای اتاق شده و سپس دستگاه روشن شده و ۲۰ دقیقه به صورت پیوسته کار می‌کند. در گام بعدی، کارشناسان به بررسی میزان آلاینده‌های باقیمانده در اتاق می‌پردازند. برای بررسی عملکرد دستگاه در جذب گرده گل نیز همین کار به مدت ۱۰ دقیقه به انجام می‌رسد.